# September 1914
Portal Geschichte | Portal Biografien | Aktuelle Ereignisse | Jahreskalender | Tagesartikel

◄ |
19. Jahrhundert |
20. Jahrhundert
| 21. Jahrhundert

◄ |
1880er |
1890er |
1900er |
1910er
| 1920er | 1930er | 1940er | ►

◄ |
1910 |
1911 |
1912 |
1913 |
1914
| 1915 | 1916 | 1917 | 1918 | ►

◄ |
Juni 1914 |
Juli 1914 |
August 1914 |
September 1914 |
Oktober 1914 |
November 1914 |
Dezember 1914 |
►
Dieser Artikel behandelt tagesbezogene Nachrichten und Ereignisse im September 1914.

## Tagesgeschehen

### Samstag, 5. September

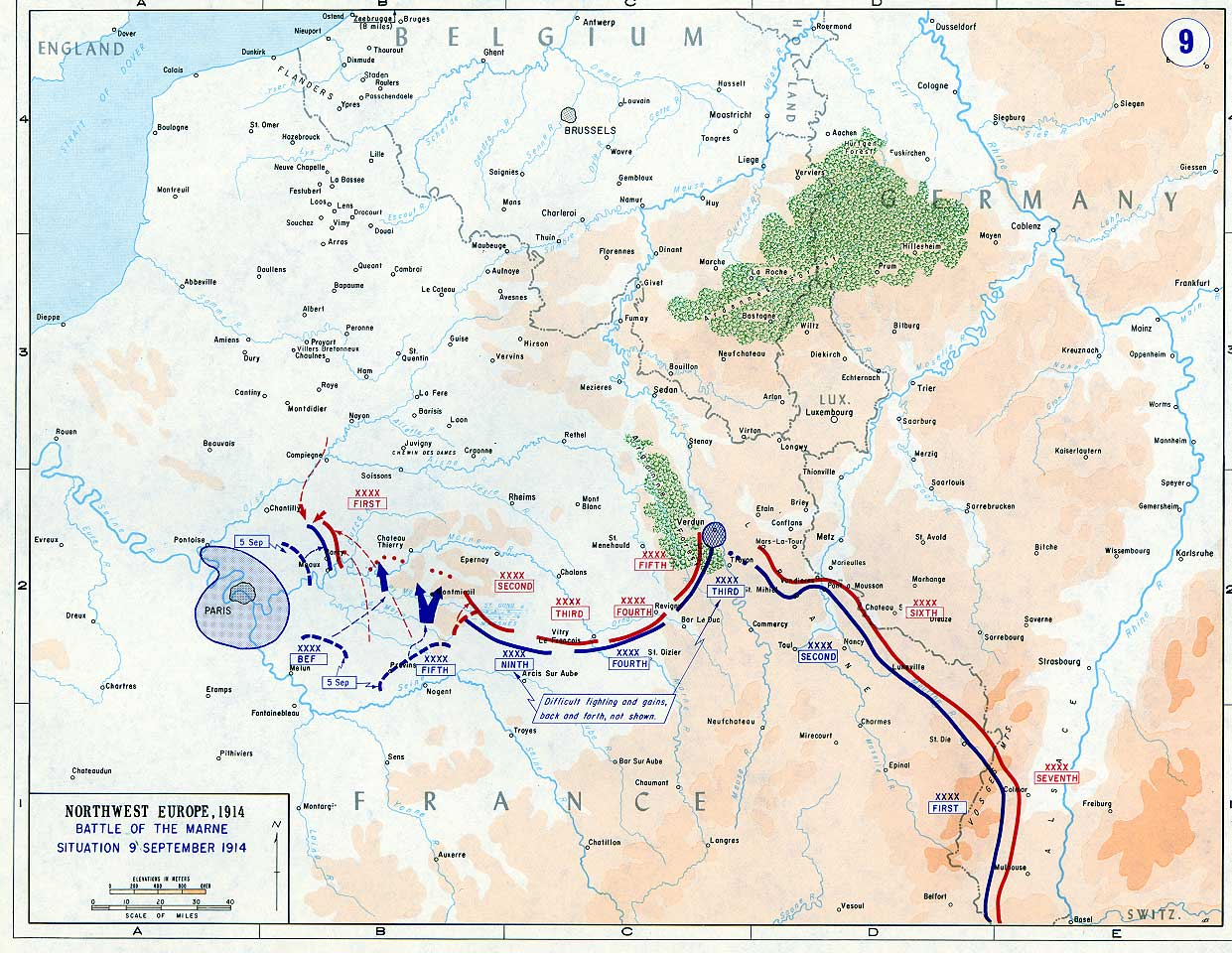
Karte der Schlacht an der Marne

- An der Marne/Frankreich: Der am 2. August begonnene deutsche Vormarsch der fünf Armeen des rechten deutschen Flügels wird durch eine überraschende französisch-englische Gegenoffensive unter Marschall Joseph Joffre und Feldmarschall John French gestoppt. Die daraus resultierende Schlacht an der Marne dauert bis zum 12. September.

### Mittwoch, 9. September
- Deutsches Kaiserreich: Reichskanzler Theobald von Bethmann Hollweg gibt im Septemberprogramm die Kriegsziele der Reichsleitung zu Beginn des Ersten Weltkrieges wieder. Das zentrale Ziel war die Sicherung des Deutschen Reiches nach West und Ost auf erdenkliche Zeit. Zu diesem Zweck muss Frankreich so geschwächt werden, dass es als Großmacht nicht neu erstehen kann, Russland von der deutschen Grenze nach Möglichkeit abgedrängt und seine Herrschaft über die nichtrussischen Vasallenvölker gebrochen werden.
- Südafrikanische Union: Nachdem Südafrikas Premierminister Louis Botha erklärt hatte, die Deutschen hätten die Grenze überschritten, beschließt das südafrikanische Parlament die Kriegsteilnahme.
- An der Marne/Frankreich: Im Zuge der Schlacht an der Marne tritt das Deutsche Heer einen taktischen Rückzug an die Aisne an. Damit ist der Schlieffen-Plan gescheitert und der erste Wendepunkt des Ersten Weltkrieges erreicht.

### Donnerstag, 10. September
- Walfischbucht/Südafrikanische Union: Die deutsche Schutztruppe besetzt die zur südafrikanischen Union gehörende Exklave und behält sie bis zum 25. Dezember 1914 unter Kontrolle.
- Madrid/Spanien: Der ursprünglich an dem Tag geplante siebte Weltpostkongress wird wegen des Ausbruchs des Ersten Weltkrieges verschoben. Er wird nach dem Krieg, am 1. Oktober 1920 nachgeholt.
- Tschechanow/Russisches Kaiserreich: Die ersten Kampfhandlungen in Masowien (heute Polen) bilden den Auftakt zur Schlacht an der Weichsel.

### Freitag, 11. September

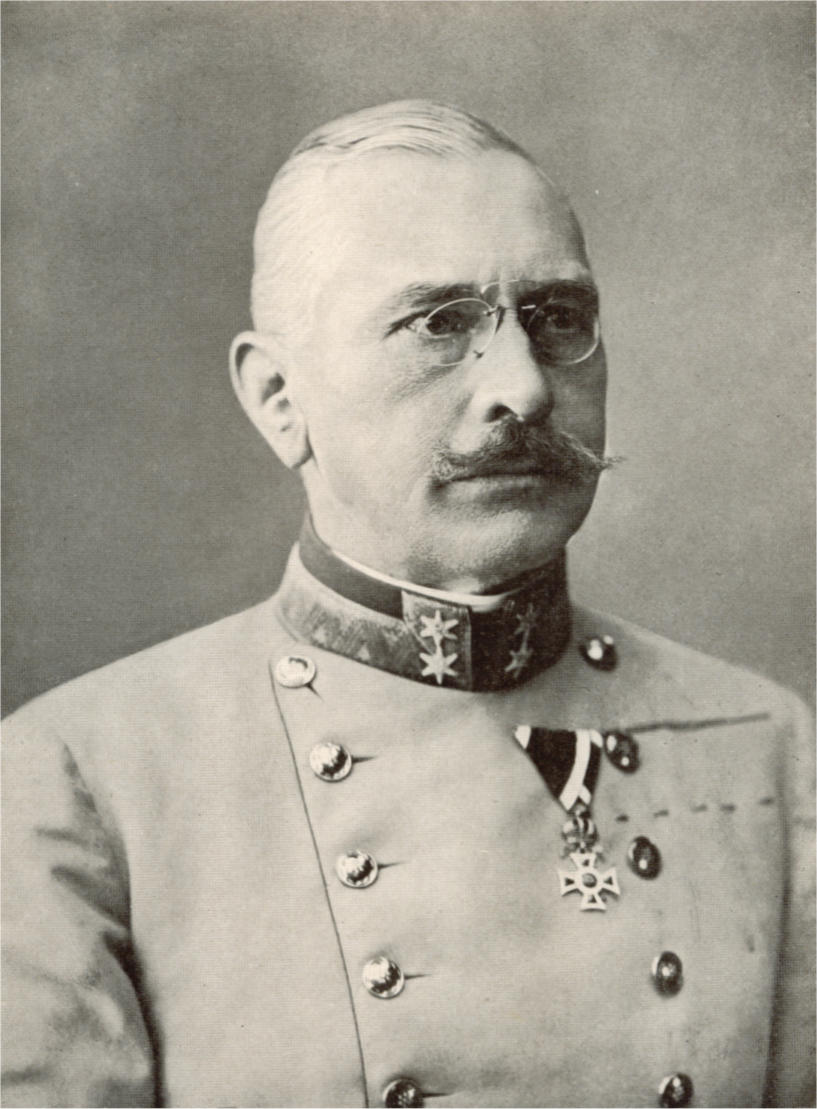
Viktor Dankl, einer der Befehlshaber der Österreich-Ungarischen Truppen in Galizien.

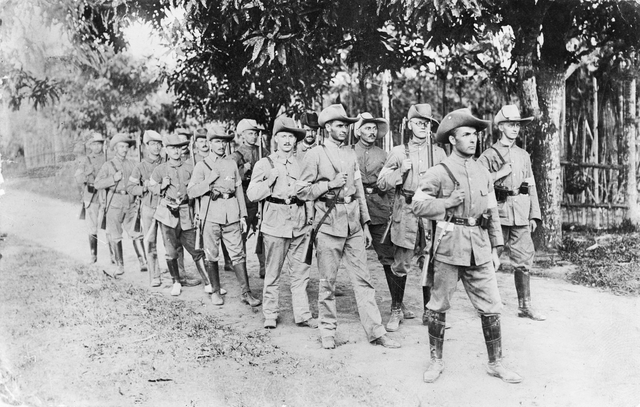
Deutsche Reservisten bei Kriegsbeginn in Neuguinea 1914

- Galizien: Eine Reihe von separat angesetzten Schlachten zwischen den aufmarschierenden Truppen des russischen Kaiserreichs und Österreich-Ungarn findet seinen Abschluss. Die Kämpfe hatten ab 23. August begonnen und enden trotz anfänglicher Erfolge mit einer Niederlage der österreichisch-ungarischen Truppen, die sich aus dem Land zurückziehen. Insgesamt machen die Russen 130.000 Gefangene, die österreichischen Gesamtverluste liegen bei 324.000 Mann. Dem stehen 225.000 Mann an Verlusten und 40.000 Gefangene auf Russischer Seite gegenüber.
- Cieszanów (damals österreichisch): Die russische Armee marschiert in die Stadt ein, nachdem sich zwei Tage zuvor das österreichische Heer zurückgezogen hatte. Die Russen können die Stadt bis zum 18. Juni 1915 besetzt halten.
- Kamerun: Eine Flotte der Entente, bestehend aus 24 Kriegs- und Transportschiffen sowie Flussbooten, versammelt sich im Mündungsgebiet des Kamerunflusses. Vier veraltete Feldgeschütze können die Besetzung des Hafens von Duala zwar verzögern, aber nicht verhindern.
- Deutsch-Neuguinea: Australische Streitkräfte erreichen das Kaiser-Wilhelms-Land und Bismarck-Archipel. Die Gesamtstärke umfasst etwa 6.000 Soldaten, ein Schlachtschiff, zwei Kreuzer, drei Zerstörer und die einzigen beiden australischen U-Boote. Die Deutschen richten bei Bita Paka eine Verteidigungsstellung ein.

### Samstag, 12. September
- Aisne/Frankreich: Infolge des Rückzuges des deutschen Westheeres nach der Niederlage an der Marne entwickelt sich die Schlacht an der Aisne, die erste Schlacht des Ersten Weltkrieges, in der sich die Truppen wegen des starken Artilleriebeschusses neben den Angriffen auch in Schützengräben verteidigen müssen. Damit beginnt der Stellungskrieg an der Westfront.

### Montag, 14. September

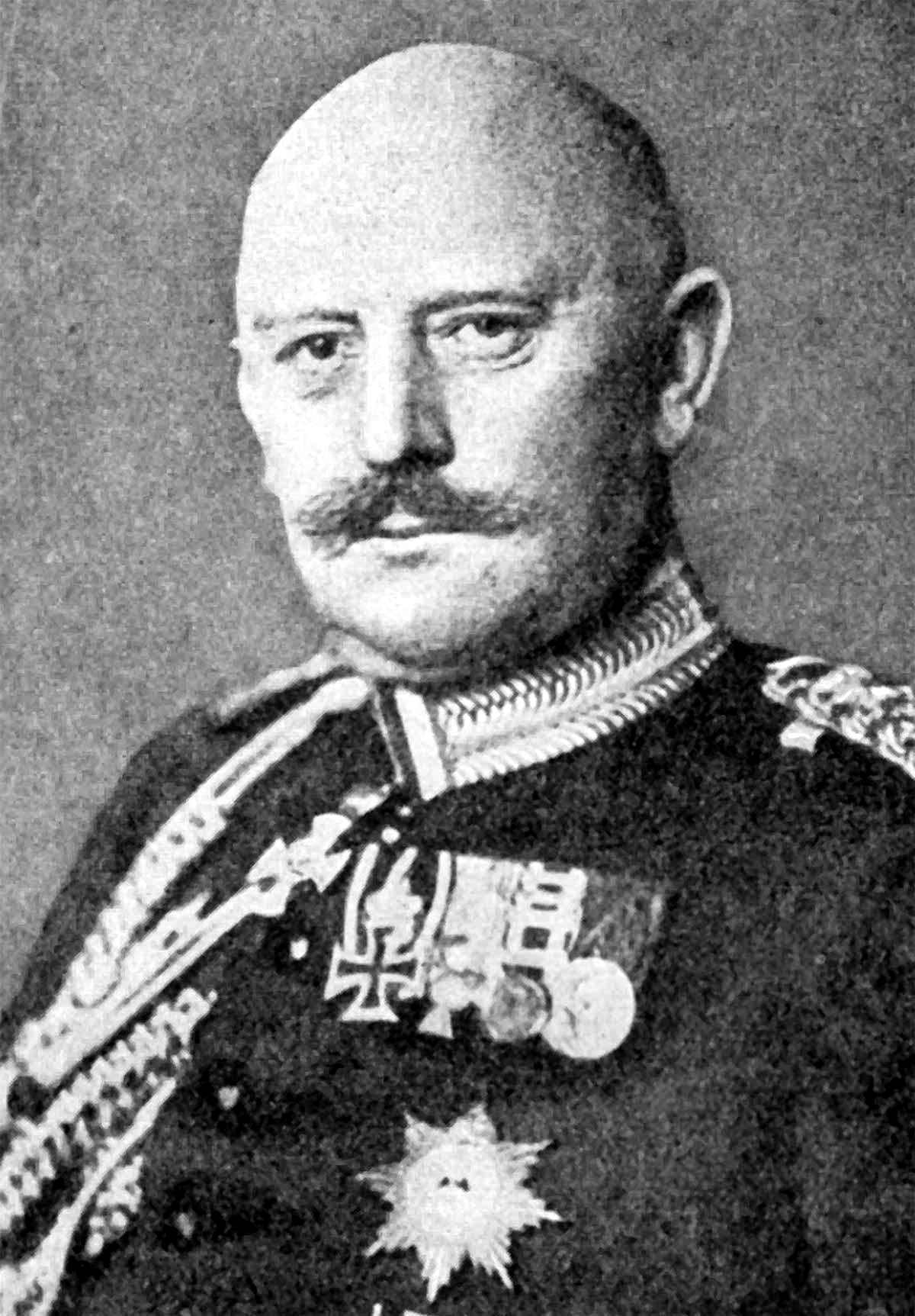
Helmuth Johannes Ludwig von Moltke

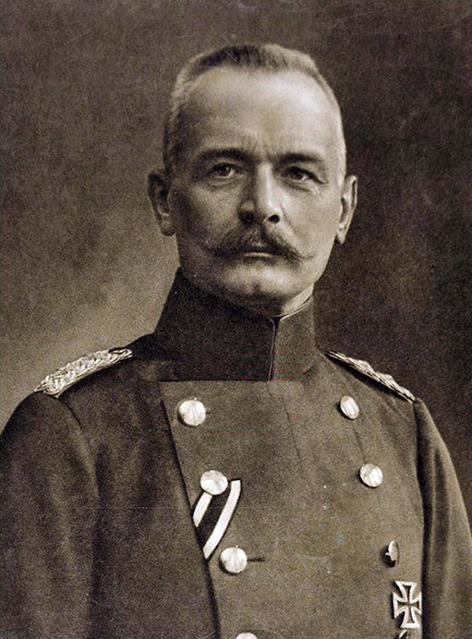
Erich von Falkenhayn (1913)

- Deutsches Kaiserreich: Nach der verlorenen Marneschlacht lässt Kaiser Wilhelm II. (Deutsches Reich) den Helmuth Johannes Ludwig von Moltke, den Chef der Obersten Heeresleitung, durch Erich von Falkenhayn ablösen. Der Führungswechsel bleibt vorerst geheim, um das Eingeständnis des Misserfolges zu verschleiern. Vorwürfe werden ihm gemacht, weil er den Schlieffenplan verwässert habe, sich von der Front zu weit entfernt gehalten habe und Soldaten in den Osten schickte, als sie dort noch nicht, im Westen aber noch für den Angriff benötigt wurden.
- Erste Schlacht an der Aisne: Großkampftag um den Chemin des Dames, die seit 13. September geführten Angriffe der Briten zwischen Courtecon und Hurtebise werden fortgesetzt. Der Nordhang des Höhengeländes kann nach Eingreifen der deutschen 7. Armee gehalten werden, die Front an diesem Abschnitt erstarrt zum Stellungskrieg.

### Mittwoch, 16. September
- Deutsch Kolonie Kamerun: Die Nachtigal, ein zum provisorischen Kanonenboot umgebauter Dampfer, versucht das britische Kanonenboot Dwarf anzugreifen. Als die Nachtigal gegen 22.00 Uhr frühzeitig von Suchscheinwerfern der Dwarf erfasst und unter Feuer genommen wird entscheidet sich der Kommandant der Nachtigal für ein Rammmanöver. Dieses endete mit dem Untergang der Nachtigal, wobei ein Teil der Besatzung ertrank, während die Dwarf nach dreiwöchiger Reparatur den Dienst wieder aufnehmen konnte.
- Paris/Frankreich: Das Women’s Hospital Corps, ein von Louisa Garrett Anderson und Flora Murray geleiteter militärischer Verband des britischen Militärsanitätskorps (RAMC), nehmen in ihren Hospital in der Avenue des Champs-Élysées die ersten Verwundeten auf. Es können rund 100 Betten notdürftig versorgt werden. Die Kosten werden nur durch private Spenden und durch das Französische Rote Kreuz getragen.
- Kanada: Um die britischen Streitkräfte in Europa zu unterstützen, wird das Canadian Aviation Corps gegründet. Aufgrund mangelnder Ausrüstung und Personals muss es jedoch nach nur acht Monaten wieder aufgelöst werden.

### Donnerstag, 17. September
- Sarry/Frankreich: Das Französische Militär sprengt eine Brücke über die Marne, ohne die zuständigen Eisenbahner zu verständigen oder die Strecke selbst zu sichern. Ein Lazarettzug stürzt in die entstandene Lücke, wobei 57 Menschen ums Leben kommen.
- Deutsch-Neuguinea: Vizegouverneur Eduard Haber kapituliert gegenüber der Australian Naval and Military Expeditionary Force. Fünf Tage später, am 21. September 1914, erfolgte die Übergabe der verbliebenen, sogenannten „gesamten bewaffneten Macht des Schutzgebietes“ – fünf Offiziere, 35 deutsche und 110 melanesische Bewaffnete – an den australischen Oberbefehlshaber.
- Wien/Österreich-Ungarn: Die Waffen nieder!, ein pazifistischer, dänischer Stummfilm, wird auf dem Weltfriedenskongress gezeigt. Es handelt sich dabei um die Verfilmung des 1889 veröffentlichten, gleichnamigen Romans der Friedensnobelpreisträgerin Bertha von Suttner.
- Australien: Joseph Cook, der 6. Premierminister Australiens übergibt die Amtsgeschäfte an seinen Nachfolger, Andrew Fisher.

### Freitag, 18. September

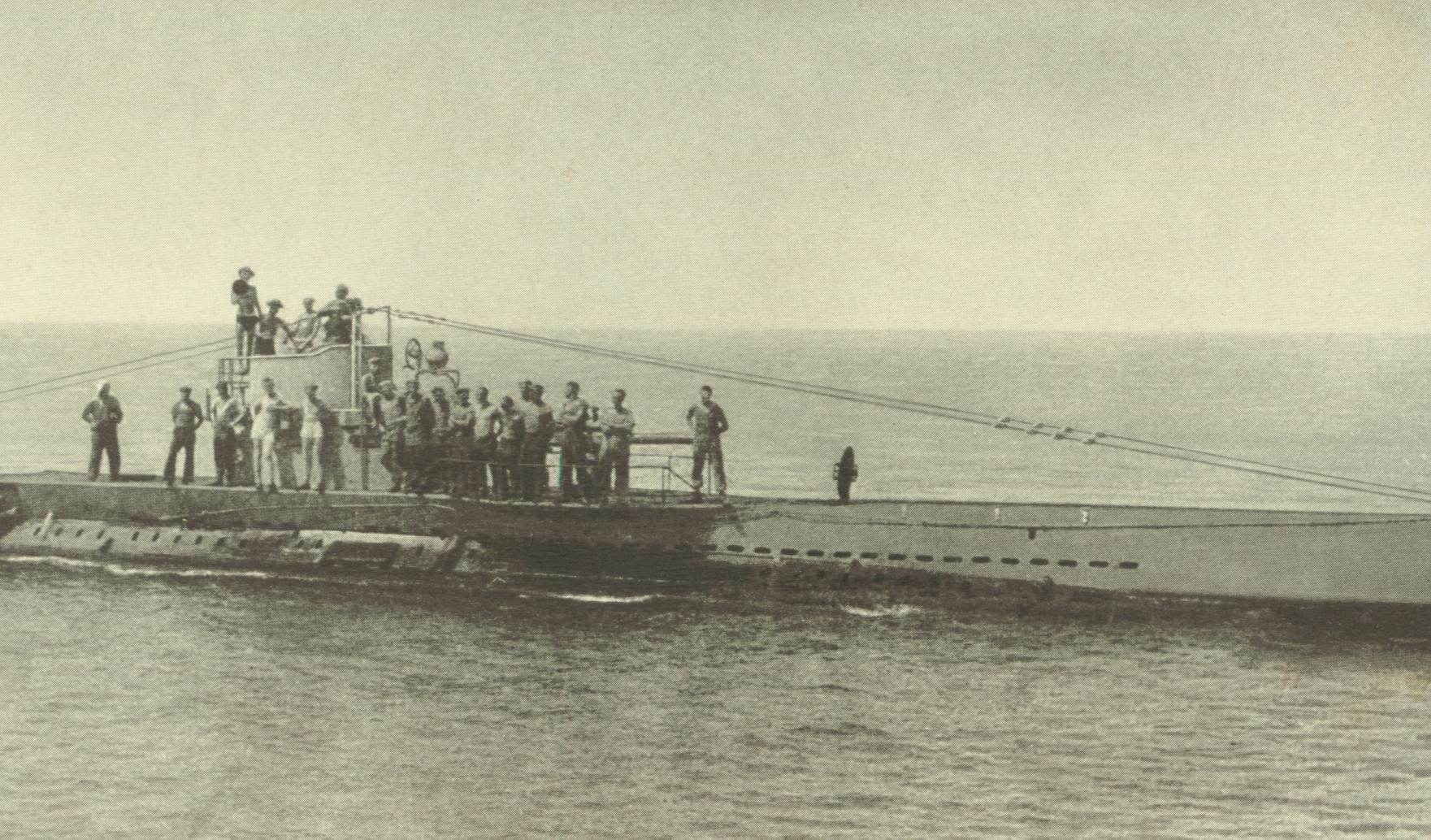
U-Boot der Serie U 31–41 (hier: U 38)

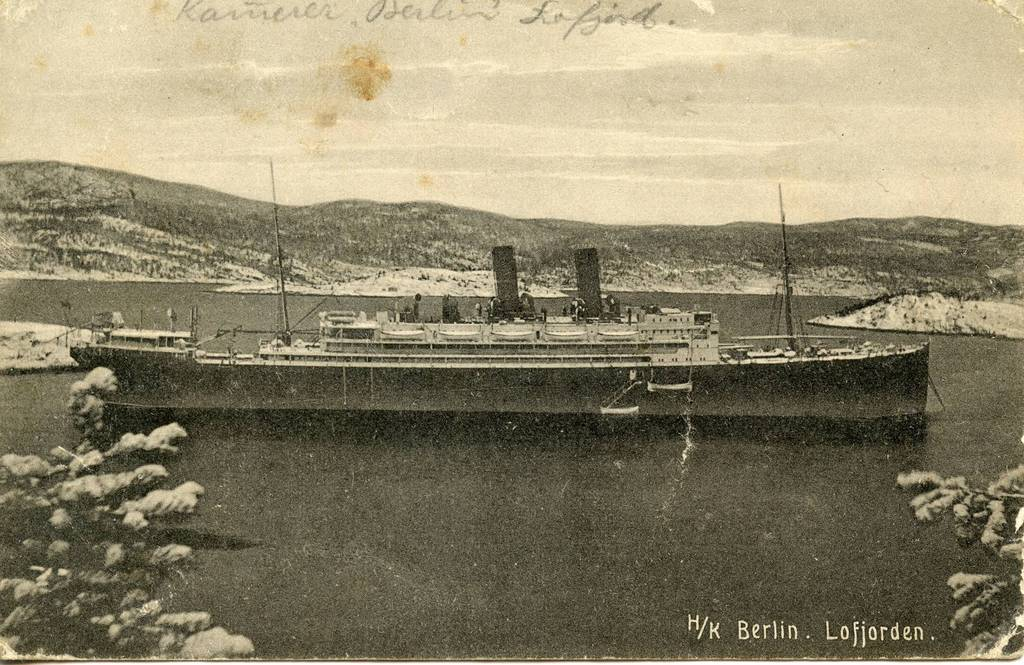
Die Berlin als Hilfskreuzer in Norwegen

- Deutsches Kaiserreich: Die U 31, ein diesel-elektrisches U-Boot der deutschen Kaiserlichen Marine, wird in Dienst gestellt. Die U 31 bricht am 13. Januar 1915 zur einzigen Feindfahrt auf.[1] Dabei meldet es keine Versenkungen. Das U-Boot gilt seitdem als verschollen.
- Deutsches Kaiserreich: Generaloberst Paul von Hindenburg wird Oberbefehlshaber der 9. Armee und Generalmajor Erich Ludendorff übernimmt den Posten des Chef des Stabes.[2]
- Deutsches Kaiserreich: Die Berlin, ein Passagierschiff des Norddeutschen Lloyd (NDL), wird von der Kaiserlichen Marine beschlagnahmt und zum Hilfskreuzer C umgebaut. In der Folge wird sie mit sechs 10,5-cm-Geschützen und vier 3,7-cm-Revolverkanonen bewaffnet und erhält eine Ablaufbahn für Minen. In die Decks werden 24 Bunkerlöcher geschnitten, um eine Kohlenübernahme auf See zu erleichtern.

### Dienstag, 22. September

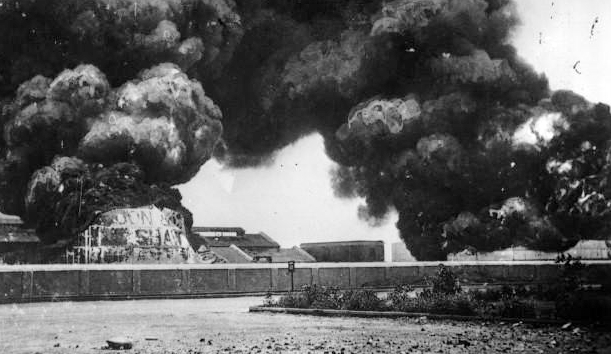
Brennende Öltanks von Madras

- Madras/Britisch-Indien: Der deutsche Kreuzer Emden greift die Hafenstadt Madras an und schießt die dortigen Ölanlagen in Brand. Dies bleibt die einzige Kampfhandlung im Ersten Weltkrieg auf dem Indischen Subkontinent.
- Hoek van Holland/Niederlande: U 9 unter dem Kommando von Kapitänleutnant Otto Weddigen versenkt ca. 50 km nördlich des Küstenstädtchens nacheinander die drei britischen Panzerkreuzer Aboukir, Hogue und Cressy. Dabei verlieren etwa 1.500 Menschen ihr Leben, ca. 800 konnten gerettet werden.

### Mittwoch, 23. September

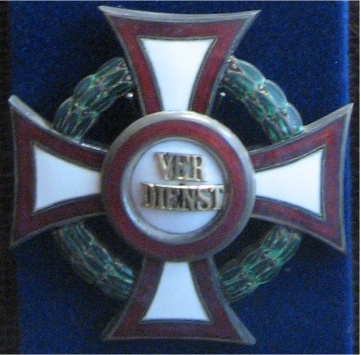
Militärverdienstkreuz I. Klasse mit Kriegsdekoration

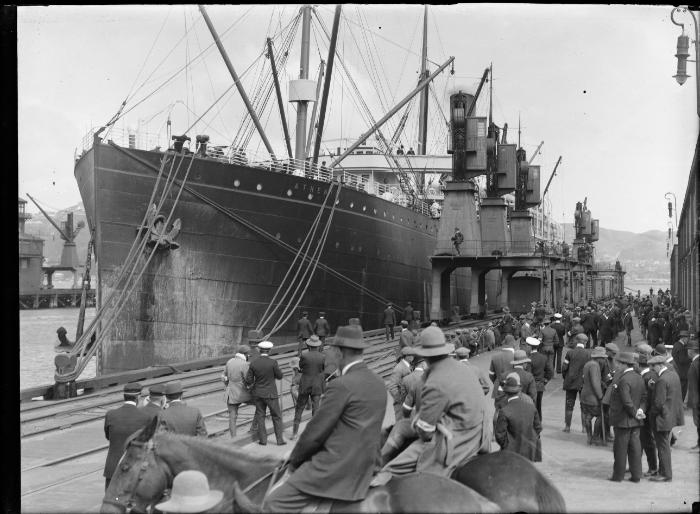
Die Athenic vor Anker an der Queens Wharf in Wellington (1913)

- Freistadt/Österreich-Ungarn: Erste Gerüchte über den Bau eines Kriegsgefangenenlagers in der Stadt tauchen auf. Sieben Tage später, am 30. September, fertigt die k. u. k. Militäraufsicht in Linz erste Pläne für das Lager an.
- Österreich-Ungarn: Das Militärverdienstkreuz wird um zwei Klassen erweitert. Die ursprüngliche Klasse ist nun die III., die II. eine Halsdekoration und die I. Klasse ein Bruststeckkreuz.
- Lyttelton/Neuseeland: Das Regiment Canterbury Mounted Rifles geht an Bord der Athenic, die es am 3. Dezember 1914 nach mehreren Zwischenstopps in Alexandria absetzte. Das ehemalige Passagierschiff ist zu der Zeit der größte Truppentransporter, der neuseeländische Einsatzkräfte verschifft.

### Dienstag, 29. September
- Deutsch-Südwestafrika: In der Schlacht bei Sandfontein besiegen zahlenmäßig unterlege deutsche Truppen eine britisch-südafrikanische Streitmacht. Trotz des deutschen Erfolges verschärft sich nachfolgend der Krieg in Südwestafrika.